# Lhofei Shiozawa
Lhofei Shiozawa (São Paulo, 1 de junio de 1941-Río de Janeiro, 3 de noviembre de 2008) fue un deportista brasileño que compitió en judo. Ganó dos medallas en los Juegos Panamericanos en los años 1963 y 1967, y cuatro medallas en el Campeonato Panamericano de Judo entre los años 1968 y 1972.

## Palmarés internacional
| Juegos Panamericanos    | Juegos Panamericanos     | Juegos Panamericanos | Juegos Panamericanos |
| Año                     | Lugar                    | Medalla              | Categoría            |
| ----------------------- | ------------------------ | -------------------- | -------------------- |
| 1963                    | São Paulo (Brasil)       | Medalla de oro       | –80 kg               |
| 1967                    | Winnipeg (Canadá)        | Medalla de plata     | –80 kg               |
| Campeonato Panamericano |                          |                      |                      |
| Año                     | Lugar                    | Medalla              | Categoría            |
| 1968                    | San Juan (Puerto Rico)   | Medalla de oro       | –80 kg               |
| 1970                    | Londrina (Brasil)        | Medalla de oro       | –80 kg               |
| 1972                    | Buenos Aires (Argentina) | Medalla de oro       | –80 kg               |
| 1972                    | Buenos Aires (Argentina) | Medalla de plata     | Abierta              |